# Гидроксодинитродиамминнитрозорутений(II)
Гидроксодинитродиамминнитрозорутений(II) — неорганическое соеднинение, нитрозильный комплекс рутения с формулой [RuNO(NO2)2(NH3)2OH].

## Физические и химические свойства
Вещество представляет собой жёлтый порошок, незначительно растворим в воде. Известно два изомера, различающихся расположением пар молекул аммиака и нитрит-анионов. В цис-изомере два аммиака расположены на одном ребре октаэдра и два нитрит-аниона на противоположном ребре, в транс-изомере два аммиака расположены на противоположных вершинах октаэдра, как и два нитрит-аниона.

## Получение
Цис-изомер получен взаимодействием Na2[RuNO(NO2)4OH] с аммиаком. Транс-изомер получен взаимодействием [RuNO(NH3)2Cl3] с нитритом натрия.